# Lille katt
Lille katt är en barnvisa på svenska med text av Astrid Lindgren och med musik av Georg Riedel. Sången, som har sex verser, sjungs av Ida, Emils lillasyster, i filmen Nya hyss av Emil i Lönneberga från 1972.

## Publikation
- Barnvisboken, 1977, som "Lille katt, lille katt" ("Lilla Idas visa")
- Smått å Gott, 1977
- Barnvisor och sånglekar till enkelt komp, 1984

## Inspelningar
En tidig inspelning gjordes på Astrid Lindgrens Emil i Lönneberga som utgavs 1971. Sången finns också inspelad med Lisa Nilsson (1999) och Siw Malmkvist och Tove Malmkvist Den finns också inspelad med Wooffisarna & Lill-Babs, och gavs ut på skivalbumet Wooffisarna & Lill-Babs 1980. En inspelning på persiska av Simin Habibi, som "Gurba-ji kucik", gavs ut på skiva 1991.

### Fotnoter
1. ↑  ”Astrid Lindgrens Emil i Lönneberga”. Svensk mediedatabas. 25 februari 1971. http://smdb.kb.se/catalog/id/001549168. Läst 19 maj 2011.
2. ↑  ”Barn på nytt”. Svensk mediedatabas. 25 februari 1999. http://smdb.kb.se/catalog/id/001430335. Läst 19 maj 2011.
3. ↑  ”Guldkorn”. Svensk mediedatabas. 25 februari 2003. http://smdb.kb.se/catalog/id/001553999. Läst 19 maj 2011.
4. ↑  ”Wooffisarna & Lill-Babs”. Svensk mediedatabas. 25 februari 1980. http://smdb.kb.se/catalog/id/001891483. Läst 18 maj 2011.
5. ↑  ”Sånger för smått folk = Tarana-ha-yi kudakan”. Svensk mediedatabas. 25 februari 1991. http://smdb.kb.se/catalog/id/001549168. Läst 18 maj 2011.